# فهرست میراث جهانی در استونی
میراث جهانی در استونی شامل ۲ اثر فرهنگی است. سایت‌های میراث جهانی سازمان آموزشی، علمی و فرهنگی ملل متحد، یونسکو مکان‌هایی هستند که دارای اهمیت فرهنگی یا طبیعی هستند، همان‌طور که در پیمان‌نامه میراث جهانی یونسکو، که در سال ۱۹۷۲ تأسیس شده، شرح داده شده است. استونی این پیمان‌نامه را در تاریخ ۲۷ اکتبر ۱۹۹۵ پذیرفت و از آن هنگام، مکان‌های طبیعی و فرهنگی استونی دارای شرایط برای گنجانده شدن در فهرست میراث جهانی هستند. نخستین سایتی که در استونی فهرست شد، شهر قدیمی تالین در سال ۱۹۹۷ بود. دومین سایت، هلال ژئودزی اشترووه در سال ۲۰۰۵ بود. هلال ژئودزی اشترووه یک سایت فراملی مشترک با ۹ کشور دیگر است.
افزودن بر میراث جهانی، استونی سه مکان را در فهرست آزمایشی خود دارد.

## میراث جهانی
یونسکو سایت‌ها را با ده معیار فهرست می‌کند. هر ورودی باید حداقل یکی از معیارها را داشته باشد.
| # | نگاره                 | نام                 | موقعیت             | سال ثبت | ش ثبتمعیارها     | شرح | منبع  |
| ۱ | Tallinn old town      | وانالین             | تالین              | ۱۹۹۷    | ۸۲۲ ii, iv       | مرکز تاریخی تالین نمونه‌ای برجسته از یک شهر تجاری در اروپای شمالی در سده‌های میانه است. این شهر از سده ۱۳ میلادی، زمانی که شوالیه‌های تتونیک در آن‌جا یک دژ ساختند شکل گرفت. از سده ۱۳ تا ۱۶ میلادی این شهر یکی از پایگاه‌های مهم هانسا و یکی از دوردست‌ترین پایگاه‌های آن به‌شمار می‌رفت. تالین تحت چیرگی هانسا یک شهر ثروتمند بود که از ساختمان‌های عمومی، کلیساها، تاون هال تالین و خانه‌های بازرگانان می‌توان آن را دید. دیوارهای تالین که در سده ۱۳ میلادی هستند امروزه به‌طور گسترده‌ای باقی مانده‌اند. | [ ۴ ] |
| ۲ | Old Tartu Observatory | هلال ژئودزی اشترووه | وایکه-ماریا، تارتو | ۲۰۰۵    | ۱۱۸۷ ii, iii, vi | هلال ژئودزی اشترووه مجموعه‌ای از نقاط مثلثی و سه‌تایی است که بیش از ۲٬۸۲۰ کیلومتر (۱٬۷۵۰ مایل) از هامرفست در نروژ تا دریای سیاه طول دارد. هر کدام از این نقاط، مکان دیگری را تنها با زوایای آن از نقاط شناخته شده در هر دو انتهای خط پایه ثابت به جای فواصل تا نقطه به‌طور مستقیم مانند سه لایه اندازه‌گیری می‌کنند. با ساخت این نقاط از شمال در فنلاند تا جنوب در مولداوی، یک نصف‌النهار همراه با اندازه و شکل زمین اندازه‌گیری شد. این نقاط توسط ستاره‌شناس آلمانی، اشترووه برای یک پژوهش نقشه‌برداری ساخته شدند که برای نخستین بار اندازه‌گیری دقیق بخش طولانی از یک نصف النهار و همراه با آن اندازه و شکل زمین را انجام داد و در کل ۲۶۵ نقطه بودند. میراث جهانی شامل ۳۴ نقطه از این هلال در ده کشور (از شمال به جنون: نروژ، سوئد، فنلاند، روسیه، استونی، لتونی، لیتوانی، بلاروس، مولداوی و اوکراین) می‌شود که سه تا از این نقاط در استونی قرار دارند. | [ ۵ ] |

## فهرست آزمایشی
علاوه بر سایت‌های موجود در فهرست میراث جهانی، کشورهای عضو می‌توانند فهرستی از سایت‌های آزمایشی را که ممکن است برای نامزدی در نظر بگیرند، در این فهرست قرار دهند. نامزدها در فهرست میراث جهانی تنها در صورتی پذیرفته می‌شوند که سایت قبلاً در فهرست آزمایشی قرار داشته باشد. تا سال ۲۰۱۹، استونی سه اثر در فهرست آزمایشی خود دارد.
| # | نگاره                 | نام                                                                                     | موقعیت      | سال ثبت | ش ثبتمعیارها          | شرح | منبع  |
| ۱ | Kuressaare Castle     | دژ کورساره                                                                              | کورساره     | ۲۰۰۲    | ۱۷۱۶ iv               | به دژ کورساره نخستین بار در سال ۱۳۸۱ اشاره شده است. این دژ در سبک گوتیک برای راهبان ساخته شد. میان سده‌های ۱۵ و ۱۷ میلادی، سنگربندی‌های کناره‌های آن افزوده شدند. امروزه، این دژ پرهوادارترین جاذبه گردشگری در جزیره سارما است. بوستان شهر با داشتن گونه‌های گیاهی بسیار، یک ذخیره‌گاه طبیعی است.                                                 | [ ۷ ] |
| ۲ | Päite cliff           | کلینت بالتیک                                                                            | استونی غربی | ۲۰۰۴    | ۱۸۵۲ vii, viii, ix, x | کلینت بالتی یک دیواره سنگ آهک است که ۲۵۰ کیلومتر (۱۶۰ مایل) آن در استونی قرار دارد. این دیواره سنگ‌های آهکی دارد که پیشینه آن ۵۰۰ میلیون سال پیش است که توسط تغییرات پوسته‌های تتونی آسیب نگرفتند و شامل فسیل‌های فراوانی‌ست که به خوبی نگهداری شدند. آن‌ها مبنای ارزشمندی برای تدوین طبقه‌بندی چینه‌شناسی منطقه‌ای و محلی کامبرین و اردویسین هستند. | [ ۸ ] |
| ۳ | Laelatu Wooded Meadow | چمنزارهای جنگلی (لائلاتو، کالی، ندرما، مپه‌آ، الیکا، تاگامویسا، لاهکولا، کویوا، هالیسته) | هشت مکان    | ۲۰۰۴    | ۱۸۵۴ترکیبی            | چمنزارهای جنگلی مناطق جنگلی پراکنده‌ای هستندکه به‌طور عادی چریده و چیده می‌شوند. این چمنزارها مانند بوستان هستند اما برای یک هزاره وجود دارند و برای دام‌پروری بسیار حیاتی هستند. هشت چمنزار به عنوان نماینده گزیده شدند. | [ ۹ ] |